# ソニーDADCジャパン
株式会社ソニーDADCジャパン（ソニーディーエーディーシージャパン、英: Sony DADC Japan Inc.）は、かつて存在した日本の光ディスク製造会社。株式会社ソニー・ミュージックエンタテインメント（SMEJ）の完全子会社であった。

## 概要
主にソニーグループ各社が発売元となるCD-DA、DVD-Video、Blu-ray Disc、Super Audio CD及びPlayStationシリーズの各ソフトウェアのプレスとパッケージングを手掛けている。1990年代にはレーザーディスク及びミニディスクの生産も行っていた。このほか、ソニーグループ外の他社からの生産委託も行っている。
プレスの主力拠点は静岡県榛原郡吉田町に所在する静岡プロダクションセンターである。創業地である大井川プロダクションセンターは焼津市の旧大井川町域に所在する。また、静岡プロダクションセンターの看板にはかつてのSME市ヶ谷ビルと同様、旧SME（←CBS・ソニー）時代の社章（1991年から1998年までのCI。通称「ウォーキング・アイ」マーク）が2019年3月頃まで掲げられていた。また、大井川プロダクションセンターの隣には2015年にSMEJ傘下の物流企業・ジャレードの大井川センターが設置された。

## 歴史
元はソニー・ミュージックエンタテインメント（SMEJ）の前身、CBS・ソニーレコードのプレス工場である。1974年に子会社として分離された後、1988年に吸収合併され、2001年に再び株式会社ソニー・ミュージックマニュファクチュアリングとして分離された。

2007年から短期間、日本コロムビア（当時はコロムビアミュージックエンタテインメント）のプレス委託先であったCDMパートナーズ（当時はコロムビアデジタルメディア）が神奈川県川崎市から当社の静岡工場大井川敷地内に移転したが、わずか2年後の2009年に会社自体が倒産している。
2009年にソニーの子会社に異動。同時に、ソニーPCLが行っていた米国大手映画会社の日本法人に対するビデオソフト制作機能を承継し、株式会社ソニーDADCジャパンに商号を変更した。
ソニーグループにおける光ディスクのプレス機器の技術開発と全世界のプレス工場の経営管理を担う会社、株式会社ソニーDADC（旧・株式会社ソニー・ディスクアンドデジタルソリューションズ）を2014年4月1日に吸収合併した。グループ会社にあたるソニーデジタルオーディオディスクはプレス工場がある世界各国毎に存在する。
2015年に再びソニー・ミュージックエンタテインメント（SMEJ）の子会社となった。2018年には約29年ぶりにレコードの生産を再開した。
2019年にジャレードと共にソニー・ミュージックコミュニケーションズに吸収合併され、株式会社ソニー・ミュージックソリューションズとして再編された。

## 沿革
- 1968年（昭和43年）
  - 3月11日 - ソニー株式会社（現・ソニーグループ株式会社）及びColumbia Broadcasting System Inc.（現・CBS Inc.）の共同出資により、シービーエス・ソニーレコード株式会社（初代法人）を設立[5]。
  - 12月 - 静岡県志太郡大井川町（現・焼津市）に静岡工場（現・大井川プロダクションセンター）が竣工[5]。
- 1969年（昭和44年）
  - 2月 - レコードの生産を開始[5]。
  - 12月 - コンパクトカセットの生産を開始[5]。
- 1973年（昭和48年）
  - 8月 - シービーエス・ソニーレコード株式会社（初代法人）が、株式会社シービーエス・ソニー（初代法人）に商号を変更。
- 1974年（昭和49年）
  - 8月 - 株式会社シービーエス・ソニー（初代法人）の会社分割により、静岡工場をシービーエス・ソニーレコード株式会社（二代目法人）として分離[5]。
- 1982年（昭和57年）
  - 4月 - コンパクトディスクの生産を開始[5]。
- 1983年（昭和58年）
  - 8月 - 親会社の株式会社シービーエス・ソニー（初代法人）が、株式会社シービーエス・ソニーグループに商号を変更。
- 1988年（昭和63年）
  - 3月 - 株式会社シービーエス・ソニーグループに吸収合併され解散。静岡工場は同社の事業に移行した[5]。
- 1989年（平成元年）
  - 11月 - レーザーディスクの生産を開始[5]。
- 1990年（平成2年） - レコードの生産を休止。
- 1991年（平成3年）
  - 4月 - 株式会社シービーエス・ソニーグループが、株式会社ソニー・ミュージックエンタテインメント（初代法人）に商号を変更[5]。
- 1992年（平成4年）
  - 2月 - 静岡県榛原郡吉田町に静岡第2プロダクションセンター（現・静岡プロダクションセンター）が竣工[5]。
  - 8月 - ミニディスクの生産を開始[5]。
- 1997年（平成9年）
  - 2月 - DVDの生産を開始[5]。
- 1998年（平成10年）
  - 6月 - 茨城県那珂郡那珂町（現・那珂市）に茨城プロダクションセンターが竣工[6]。
- 2001年（平成13年）
  - 10月1日 - 株式会社ソニー・ミュージックエンタテインメント（初代法人）の会社分割により、工場部門を株式会社ソニー・ミュージックマニュファクチュアリング（英: Sony Music Manufacturing Inc.）として分離。後藤修が代表取締役社長に就任[7]。
- 2002年（平成14年）
  - 2月16日 - 後藤修が代表取締役社長を退任し、森史朗が代表取締役社長に就任[8]。
- 2003年（平成15年）
  - 2月16日 - 森史朗が代表取締役社長を退任し、岡部篤が代表取締役社長に就任[9]。
  - 4月1日 - 株式会社ソニー・ミュージックエンタテインメント（初代法人）の会社分割により、音楽系統括会社として株式会社ソニー・ミュージックエンタテインメントが設立されたのに伴い、同社の子会社に異動[10][11]。
- 2004年（平成16年）
  - 4月 - DVD-Rの生産を開始[5]。
  - 11月 - ユニバーサル・メディア・ディスクの生産を開始[5]。
- 2006年（平成18年）
  - 7月 - Blu-ray Discの生産を開始[5]。
- 2009年（平成21年）
  - 4月1日 - ソニー株式会社の完全子会社に異動。ソニーピーシーエル株式会社の米国大手映画会社の日本法人に対する映像ソフトの営業部門を承継し、株式会社ソニーDADCジャパン（英: Sony DADC Japan Inc.）に商号を変更[12]。ポストプロダクション拠点として東京事業所開設。
- 2010年（平成22年）
  - 11月16日 - 沢田和実が代表取締役社長を退任し、宮村雅男が代表取締役社長に、榊原光広が代表取締役副社長に就任[13]。
- 2011年（平成23年）
  - 11月 - PlayStation Vitaカードの生産を開始[5]。
- 2014年（平成26年）
  - 4月1日 - 株式会社ソニーDADCを吸収合併[14]。
- 2015年（平成27年）
  - 4月1日 - 株式会社ソニー・ミュージックエンタテインメントの完全子会社に異動[15]。石原浩一が代表取締役専務に就任[16]。
  - 8月16日 - 榊原光広が代表取締役副社長を退任[17]。
  - 9月1日 - 宮村雅男が代表取締役社長を退任し、石原浩一が代表取締役社長に就任[18]。
- 2016年（平成28年）
  - 3月8日 - ソニーピーシーエル株式会社との連携により、Ultra HD Blu-rayの生産を開始[19]。
- 2017年（平成29年） - UMDの生産・出荷完了。
- 2018年（平成30年）
  - 1月 - レコードの生産を再開[20]。
- 2019年（平成31年）
  - 3月31日 - 海外市場向けPS Vitaカードの生産を終了。ただし、国内市場向けのPS Vitaカードは当面の間、生産を継続する。
  - 4月1日 - 株式会社ソニー・ミュージックコミュニケーションズに吸収合併され解散。同社は株式会社ソニー・ミュージックソリューションズに商号を変更[21]。プレス工場は同社の大井川・静岡・茨城プロダクションセンターに移行した。

## 事業所・施設
- 静岡プロダクションセンター（本社社屋） - 静岡県榛原郡吉田町大幡1300-1に所在。
- 大井川プロダクションセンター - 静岡県焼津市相川200-3に所在。
- 茨城プロダクションセンター - 茨城県那珂市戸6700-1に所在。
- 製造技術部東京事務所 - 東京都港区赤坂9丁目7-1 ミッドタウン・タワー内のSME六本木オフィスに所在。